# Dejan Šoškić
Dejan Šoškić (ur. 1967 w Belgradzie) – serbski ekonomista, prezes Narodowego Banku Serbii – serbskiego banku centralnego od 29 lipca 2010 do 6 sierpnia 2012.

## Życiorys
Dejan Šoškić urodził się w Belgradzie w 1967 roku. Ekonomię studiował na Uniwersytecie w Belgradzie, gdzie w 1993 uzyskał tytuł magistra (MSc) a w 1999 doktora. Następnie prowadził zajęcia, m.in. z zakresu rynków finansowych, na University of Nebraska. Jest wykładowcą na uniwersytecie belgradzkim. Ukończył również specjalistyczne kursy z zakresu rynków finansowych organizowane przez uniwersytety amerykańskie (w 1994, 1998 i 2002) i Szwajcarski Bank Narodowy (2001).
W latach 2000–2002 pracował jako doradca specjalny ds. rynków finansowych w Narodowym Banku Jugosławii i jako doradca ds. polityki gospodarczej (2002–2003). W latach 2003–2004 był członkiem Rady Narodowego Banku Serbii, a od 29 lipca 2010 do 6 sierpnia 2012 jego prezesem.